# Israel Broussard
Isaiah Israel Broussard, (Gulfport, 22 de agosto de 1994) é um ator americano. Ele é mais conhecido pelos seus papéis como Josh Sanderson em To All the Boys I've Loved Before, Carter Davis na sequência Happy Death Day, Happy Death Day 2U, Miles em Extinction e Robert Adams em Jack of the Red Hearts.

## Vida pessoal
Broussard nasceu em Gulfport, Mississippi. Filho de uma consultora de cosméticos e de um ator, seu pai faleceu quando ele tinha apenas quatro anos de idade. Foi criado ao lado de seus dois irmãos, em Saucier, Mississippi, por sua mãe e por seu padrasto, Gil Broussard, que mais tarde o adotou.
Broussard frequentou uma escola pública e se refugiou lá quando o Furacão Katrina atingiu o estado do Mississipi. Depois da destruição do Katrina, ele foi educado em casa. Em 2010, Broussard mudou-se para Los Angeles.

## Carreira
Israel Broussard começou sua carreira em pequenos papéis nos filmes Flipped (2010) e The Chaperone (2011), antes de conseguir um papel de destaque em The Bling Ring (2013), filme dirigido por Sofia Coppola. Ele ganhou elogios por sua performance no filme, que foi baseado na vida real do grupo de jovens assaltantes, o Bling Ring.
Em 2013, Broussard apareceu ao lado de Lily Collins no videoclipe da música "Claudia Lewis", da banda francesa M83. Em seguida, ele atuou no drama Perfect High (2015) e na comédia Good Kids (2016).
Broussard estrelou como Carter Davis no filme de terror Happy Death Day em 2017. Em 2018, ele teve um papel importante no filme de invasão alienígena da Netflix Extinction (2018), além de um papel na adaptação para o cinema do romance de Jenny Han, To All the Boys I've Loved Before. Broussard reprisou seu papel como Carter Davis na sequência Happy Death 2. Possivelmente ele poderá reprisar Carter Davis novamente em um futuro filme. Além de ter participado da série de televisão Into the Dark, fazendo o papel de Spencer.

## Filmografia

### Filmes
| Ano  | Título                            | Personagem            | Notas |
| ---- | --------------------------------- | --------------------- | ----- |
| 2010 | Flipped                           | Garrett Einbinder     |       |
| 2011 | The Chaperone                     | Josh                  |       |
| 2013 | The Bling Ring                    | Marc Hall             |       |
| 2014 | Earth to Echo                     | Cameron               |       |
| 2015 | H8RZ                              | Jack Stanton          |       |
| 2015 | Jack of the Red Hearts            | Robert Adams          |       |
| 2016 | Good Kids                         | Mike "Spice" Jennings |       |
| 2017 | Happy Death Day                   | Carter Davis          |       |
| 2017 | Say You Will                      | Bobby Nimitz          |       |
| 2018 | Extinction                        | Miles                 |       |
| 2018 | To All the Boys I've Loved Before | Josh Sanderson        |       |
| 2019 | Happy Death Day 2U                | Carter Davis          |       |
| 2021 | Fear of Rain                      | Caleb                 |       |

### Televisão
| Ano  | Título                  | Personagem       | Notas                           |
| ---- | ----------------------- | ---------------- | ------------------------------- |
| 2010 | Romantically Challenged | Justin Thomas    | 2 episódios                     |
| 2013 | Sons of Anarchy         | Joey Noone       | Episódio: "Sweet and Vaded"     |
| 2015 | Perfect High            | Carson Taft      | Filme para a televisão          |
| 2016 | Fear the Walking Dead   | James McCalister | 2 episódios                     |
| 2019 | Into the Dark           | Spencer          | Episódio: "All That We Destroy" |

### Videoclipes
| Ano  | Título          | Artista(s) |
| ---- | --------------- | ---------- |
| 2013 | "Claudia Lewis" | M83        |